# Жан Батист Бургіньон д’Анвіль
Жан Батист Бургиньон де Анвіль (фр. Jean Baptiste Bourguignon d'Anville; 1697—1782) — французький географ і картограф.
Анвіль був особистим секретарем герцога Орлеанського і з 1775 р. — ад'юнкт-академіком Паризької академії наук. Він створив понад двісті карт, серед яких «Atlas général» (Париж, 1737-80 рр., 46 карт на 66 аркушах), «Nouvel atlas de Chine» (Гаага, 1737 р., 42 карти) і «Atlas antiquus major» (12 аркушів); текстом для останнього служить «Géographie anciènne abrégée» (3 томи, Париж , 1768 р.).

## Карти України

Карта Європи де Анвіля 1760 року

1760 р. — Карта «Troisieme partie de la carte d'Erope …» (Карта Європи) міститься напис KRAYN ou UKRAINE (Країна або Україна). Напис охоплює Київське воєводство (Річ Посполита) та Київську й Бєлгородську губернії (Росія)..